# Шахтебіх
Шахтебіх (нім. Schachtebich) — громада в Німеччині, розташована в землі Тюрингія. Входить до складу району Айхсфельд. Складова частина об'єднання громад Ганштайн-Рустеберг.
Площа — 3,79 км2. Населення становить 234 ос. (станом на 31 грудня 2021).

## Галерея

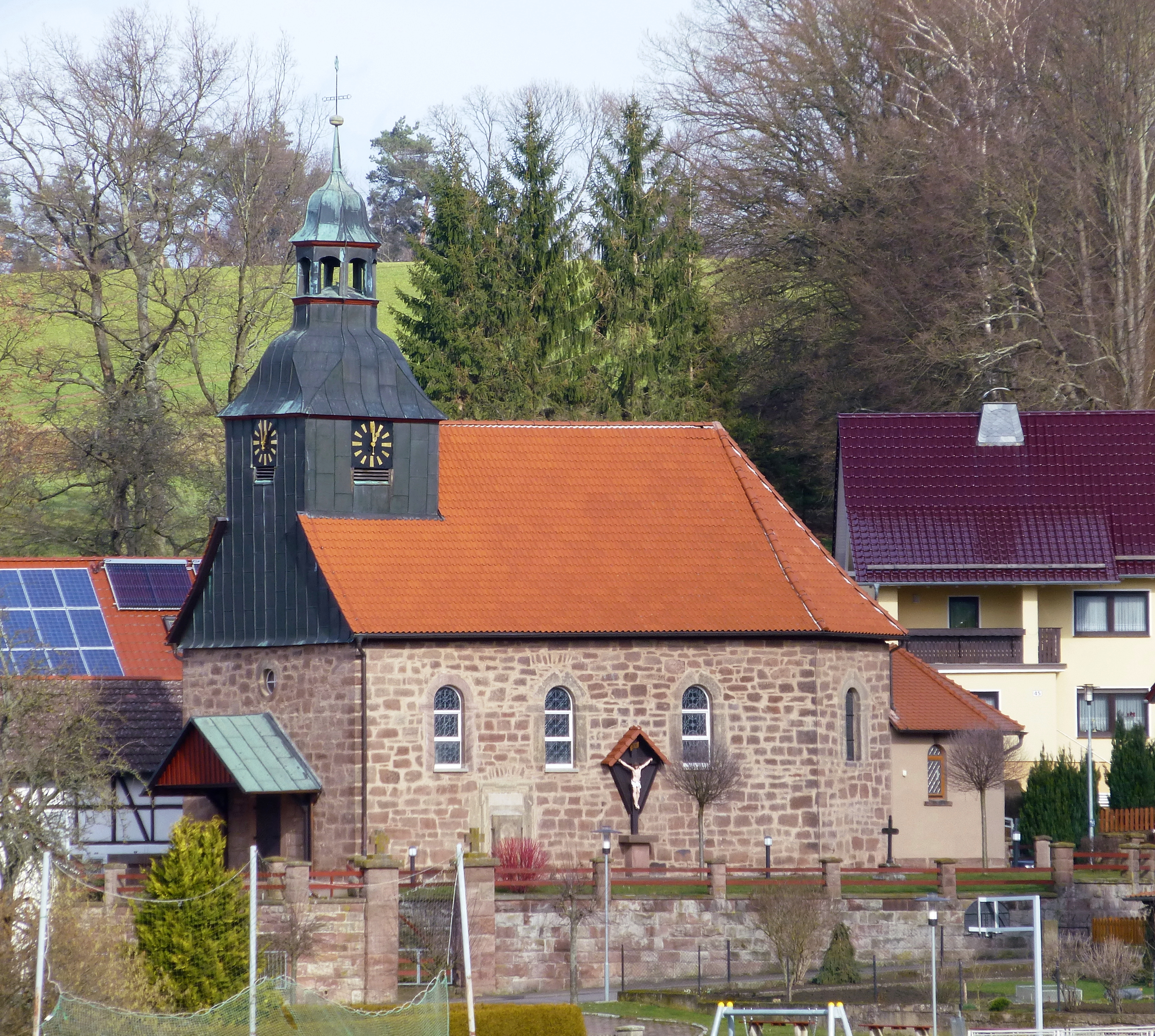